# Веселовский, Пётр
Пётр Веселовский — младший (пол. Piotr Wiesiołowski (Młodszy); умер после 10 сентября 1619) — государственный деятель Великого княжества Литовского: подскарбий надворный литовский (1590—1598), маршалок надворный литовский (1598—1615), маршалок великий литовский (с 1615).

## Биография
Представитель шляхетского рода Веселовских герба «Огоньчик» изм., сын Петра Веселовского (Старшего) и Екатерины Волович. Получил образование в немецких реформационных университетах, позднее перешёл в католичество.
Занимал ряд государственных должностей, в том числе королевского секретаря. Держал Тыкоцинское, Ковенское (с 1592) и Васильковское (с 1603) староства. Один из шести представителей от литовской шляхты на конвокационном сейме 1573 года.
Построил в Белостоке дворец по проекту архитектора Хиоба Бретвуса. Имел летнюю резиденцию в селе Каменная около Дубравы Белостокской. Финансировал каменный костёл в Белостоке, а также костёл в Старой Каменной (старейшая сохранившаяся деревянная церковь в Подляшье).
В 1579 году женился на Софии Любомирской, в браке с которой имел сына Криштофа.